# Unione Democratica (Macedonia del Nord)
L'Unione Democratica (in macedone Демократски сојуз?, Demokratski sojuz) è un partito politico fondato nella Repubblica di Macedonia nel 2002.